# Markiplier
Mark Edward Fischbach (n. 28 iunie 1989, Hawaii, SUA), cunoscut sub pseudonimul său online Markiplier, este un YouTuber american. Originar din Honolulu, Hawaii, Markiplier și-a început cariera în Cincinnati, Ohio și și-o continuă în Los Angeles, California.
În ianuarie 2017, canalul său avea peste 15,9 milioane de abonați și peste 6,3 miliarde de vizionări, clasându-l astfel pe locul 20 în topul celor mai populari YouTuberi. Mark este specializat în jocuri video cărora le face Walkthrough-uri.
In decembrie 2021,canalul sau avea peste 30,9 milioane de abonati si peste 17 miliarde de vizionari.Este cunoscut pentru capodopere precum A Heist with Markiplier(2019),In Space with Markiplier(TBA 2021-2022)precum si pentru canalul Unus Annus in colaborare cu Ethan Nestor(cunoscut sub aliasul CrankGameplays).

## Viața timpurie
Fischbach s-a născut în Centrul Medical Tripler Army din Honolulu, Hawaii. Tatăl său a fost în armată, unde a cunoscut-o pe mama lui Mark, care e de origine coreeană. Familia sa s-a mutat în Cincinnati și Fischbach a început să studieze la Universitatea din Cincinnati. Mai târziu a renunțat la facultate pentru a se concentra pe cariera de pe YouTube. 
Mark are un frate mai mare, Thomas, care e un artist și autorul benzii desenate online, „Twokinds”

## Cariera lui pe Youtube

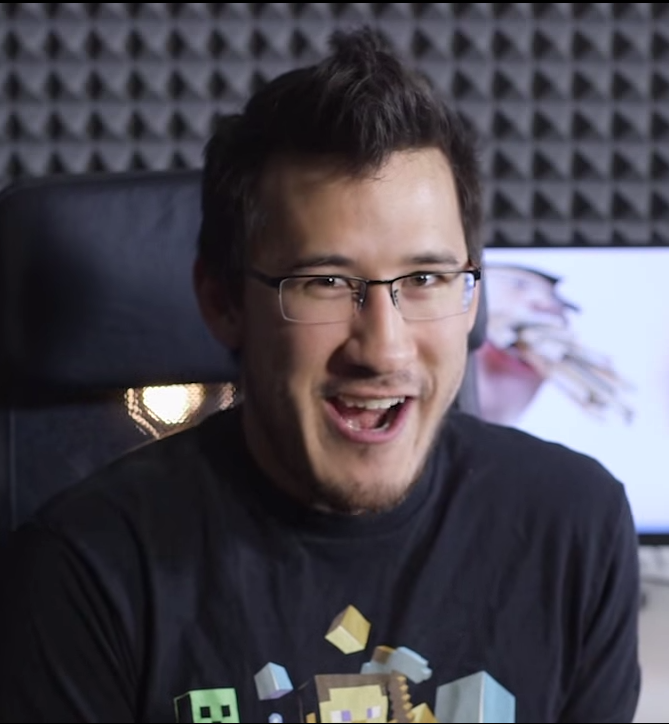
Markiplier la aniversarea de 2 ani a canalului său de Youtube

### Primii ani și creșterea canalului (2012-2014)
Fischbach și-a înregistrat primul canal YouTube pe 6 martie 2012. Inițial, el intenționa să încarce schițe de comedie și videoclipuri de acțiune. El a numit canalul „Markiplier", un pseudonim pentru Mark și multiplu, deoarece el urma să portretizeze toate personajele din sketch-urile lui. Cu toate acestea, Markiplier a avut, de asemenea, un interes pentru jocurile video și a decis să facă videoclipuri cu jocuri în timp ce trendul era în creștere. Prima sa serie a fost un Let's Play of Amnesia: The Dark Descent (2010), iar canalul a ajuns la peste nouăzeci și patru de mii de abonați în decurs de un an.
În 2014, Fischbach s-a mutat în Los Angeles pentru a fi mai aproape de potențiale oportunități de afaceri. El a început celebrul său acum Let's Play of Five Nights at Freddy's (2014), a cărui primă parte a devenit cel mai vizionat videoclip de gaming de pe canalul său. Succesul acestei serii l-a determinat pe Fischbach să joace și celelalte jocuri din franciză și a avut și un cameo în Five Nights at Freddy's: Special Delivery (2014).

### Proiectele lui mai mari (2016-2019)
În noiembrie 2016, Fischbach a semnat cu agenția de talente William Morris Endeavor (WME). Primul său proiect cu WME a fost turneul său "You're Welcome Tour" din primăvara anului 2017, în care Fischbach și alți patru YouTuberi - Bob Muyskens, Wade Barnes, Tyler Schied și Ethan Nestor - au susținut treizeci și unu de spectacole în Statele Unite și Europa.
În ianuarie 2018, Fischbach a început să producă conținut exclusiv pentru Twitch ca parte a unui acord cu Disney Digital Network. Canalul său de YouTube a ajuns la 20 de milioane de abonați în martie.
În octombrie 2019, Fischbach a anunțat o nouă serie de tip alege-ți propria poveste (asemănătoare cu A Date With Markiplier) o producție YouTube Originals intitulată A Heist with Markiplier. Produsă de Fischbach și Rooster Teeth, seria conține 31 de posibile sfârsituri și include și alți YouTuberi precum Rosanna Pansino, Matthew Patrick și Game Grumps.

### In Space with Markiplier
In Space with Markiplier este un film de comedie science-fiction interactiv în două părți, scris și regizat de Markiplier și o continuare a filmului A Heist with Markiplier. Prima parte a fost lansată pe 4 aprilie 2022, care coincide cu aniversarea de zece ani a lui Mark pe YouTube, iar cea de-a doua a fost lansată pe 2 mai 2022.
In Space with Markiplier îl are ca protagonist pe căpitanul unei nave numite Invincible II. Nu la mult timp după sosirea căpitanului, problemele de pe navă ies la suprafață. Când o criză multiversală începe, lucrurile nu sunt întocmai ceea ce par a fi.
În date de 2 noiembrie 2022 In Space with Markiplier a fost nominalizat pentru un Emmy în caregoria de Premiile Emmy pentru copii și familie.